# Crystl Bustos
Crystl Bustos, född den 8 september 1977 i Canyon Country, Kalifornien, är en amerikansk softbollspelare.
Hon tog OS-guld i samband med de olympiska softboll-turneringarna 2000 i Sydney.
Hon återupprepade denna bedrift fyra år senare i Aten.